# Deviatore (ferrovia)
In ambito ferroviario, il deviatore è una mansione degli agenti deputati alla manovra dei deviatoi, dei segnali, o degli apparati centrali, in collaborazione con il Dirigente Movimento. In relazione alla complessità ed alle dimensioni di una stazione ferroviaria, ed alle caratteristiche dei suoi impianti tecnologici, il ruolo del deviatore può essere ricoperto dallo stesso capostazione, oppure essere demandato ad altre figure che collaborano con esso.